# Чиљан Вехо
Чиљан Вехо (шп. Chillán Viejo) је општина у Чилеу. По подацима са пописа из 2002. године број становника у месту је био 146.701.

## Демографија
| 2002.   |
| ------- |
| 146.701 |